# Rio Ituí
El río Ituí es un río que fluye en el estado de Amazonas, en Brasil. Desemboca en el río Javari, a la altura del municipio de Atalaia do Norte.

## Etimología
"Ituí" procede del término tupi antiguo ytu'y, que significa "río de las cascadas" (ytu, cascada 'y, río).´